# DOWN TOWN
「DOWN TOWN」（ダウン・タウン）は、シュガー・ベイブの曲。1975年4月25日と1982年4月21日、2025年4月23日にシングルがそれぞれ発売された。

## 解説
「DOWN TOWN」は、アルバム『SONGS』からのシングル・カット。アルバム・バージョンよりモノラルに近い、別ミックスで、フェイド・アウトが15秒ほど短い。また、1975年5月に発表されたエレックレコード唯一のプロモーション盤にも収録された。
1974年春、ロック関係の若いミュージシャンに発注した作品を、キャラメル・ママが演奏するという企画で、キングトーンズの15周年記念アルバムが計画された。この頃2人で組んで何か作品を作ろうと話し合っていた山下達郎と伊藤銀次は早速、キングトーンズのライヴを見に行き、10日程で書き上げた3曲のうちの1曲。伊藤とコンビを組むきっかけについて山下は「もともと、僕が初めて福生に行ったそのときに銀次がいてね。その頃は丁度“ごまのはえ”で上京して福生にいたから。銀次もとても知的な男なので、当時は大滝さんのお茶の友っていうかね。それ以来、いつも朝まで雑学の応酬。そうやってダベってた時に出た話が、向こうはなんでチームで作品を作るんだろうと。向こうのポップスの作家はみな複数で仕事をしてる。一人きりより共作の方が可能性が広がるからいいんだろうっていう話で。そこから銀次と何か作ってみようということになった。ただ、僕らは職業作家みたいに、テープ渡してお願いねっていうんじゃなくて、いつも顔つき合わせて作ってたんです。それは本当の意味でのコラボレーションだった」という。
伊藤は制作過程について「お互いに曲を持ち寄ってやろうってことで。お互いに宿題として作ってくることにしてテイク・ワンの事務所に集まって曲を作ろう、と。それで持って来たら達郎が何も出来てないんです。僕は“ダウンタウンへくり出そう”そこしか出来てなかったんですね。達郎に相談して『これテーマ良いのないかな』って言ったら、『こういうのが良いんじゃないか』っていうんで出来たんです。結局、そのキングトーンズ15周年のレコードの企画がなくなっちゃったんです。それでいよいよシュガー・ベイブがナイアガラ・レーベルからレコーディングに入るという話が決まって、達郎が『ダウン・タウン』すごく気に入ってね。『これやりたいんだけど、いいかな』って、『いいんじゃない?』って感じでレコーディングされたわけです」と答えている。歌詞については「曲の詞らしい詞を初めて書いた曲。つまりGSとか、そういうのを逸脱して、やっとなんか日本のポップスを始めようと書いた詞ではないかと思います。この頃から、僕は変わってないんだなという気がします」とし、「七色のたそがれ」と「シャボン玉」というモチーフはロス・プリモス「ラブユー東京」から取られたという。しかし、実際に曲を書いて持っていったのは彼らだけで、企画自体が立ち消えになってしまったため、始まったばかりの『SONGS』のレコーディング曲リストに加えられた。残る2曲も、「遅すぎた別れ」（『NIAGARA TRIANGLE Vol.1』収録）と、「愛のセレナーデ」（フランク永井のシングル「WOMAN」カップリング）として、後に発表された。
リズムパターンについて、アイズレー・ブラザーズの「If You Were There」（アルバム『3 + 3』収録）からの影響を以前から指摘されてきたが、『SONGS -30th Anniversary Edition-』収録のオリジナル・カラオケを聴いた村松邦男によれば「この曲はクラヴィネットが重要なポイントになっているんだけど、クラヴィの音質と、僕のストラトキャスターの音質の周波数特性が、すごくよく似ているんですよ。互いにリズムをフォローしあっていて、しかも音が似ているから、あの独特の気持ちいいリズム・ニュアンスを生んでいるということに今回初めて気が付いたんです」と答えている。
後に山下のライブ・アルバム『JOY –TATSURO YAMASHITA LIVE–』にライヴ・ヴァージョンが収録、さらに2012年にはオールタイム・ベスト『OPUS 〜ALL TIME BEST 1975-2012〜』にも収録された。また、この曲を最初にレコーディングするはずだったキングトーンズも、結成35周年記念アルバム『SOUL MATES』にて、村松の編曲でこの曲を取り上げている。そのほか、坂本龍一総合監修による“音楽の学校”『commmons: schola』にて、「日本の歌謡曲・ポップス」をテーマにした2016年発売の第16巻に収録された。
2015年にリリースされた『SONGS』の40周年盤『SONGS -40th Anniversary Ultimate Edition-』のCD&アナログW購入者を対象に、非売品「DOWN TOWN」復刻アナログシングルが抽選でプレゼントされた。

## アートワーク
レーベルは『SONGS』同様、正規の赤レーベルではなく、ピンクと白のデザインとなっていて、ナイアガラ・アーティスト番号が記載されていない。また、ジャケット表面、レーベル共に、“ELEC”のマークが入っている。ジャケット裏面には両曲の歌詞のほか、「DOWN TOWN」の楽譜が掲載されている。

## 評価
雑誌『レコード・コレクターズ』2020年6月号の特集「シティ・ポップの名曲ベスト100 1973-1979」で1位に選出（選者25名中6名が1位、12名が2~30位以内にそれぞれ選出）。コメントで北中正和は「60年代後半の騒然とした社会情勢の影響は70年代に入っても熾火のように消えなかったが、その名残のあるロック世代の都会的な名曲と違って、『DOWN TOWN』には屈託を振り切る力があった。（中略）夜の街に出かけていく歌なのに明るく晴れやかな伊藤銀次の歌詞、山下達郎の張りのある歌声や大貫妙子らの洗練されたコーラス、ロック/R&B的な硬質なサウンドの組み合わせが、この曲を特別なものにしていた。（中略）この曲には、新しい音楽作りに情熱を傾けていたその時代の若者たちの出会いの物語や思いもこめられているのだ」と評している。

## 収録曲
| #  | タイトル      | 作詞     | 作曲     | 時間 |
| -- | ------------- | -------- | -------- | ---- |
| 1. | 「DOWN TOWN」 | 伊藤銀次 | 山下達郎 | 4:10 |

| #  | タイトル       | 作詞・作曲 | 時間 |
| -- | -------------- | ---------- | ---- |
| 1. | 「いつも通り」 | 大貫妙子   | 3:34 |

## 07SH 1166

### 解説
1982年、“NIAGARA FOREVER GREEN SERIES”第一弾としてアルバムからのリマスタリング、グリーン・レーベル仕様で再リリースされた。また、カップリング曲は前回の「いつも通り」から、ナイアガラ・トライアングル（大滝詠一、山下達郎、伊藤銀次）のオムニバス・アルバム『NIAGARA TRIANGLE Vol.1』収録の「パレード」に差し替えられたが、エンディングのアヴァンギャルドな“お祭りSE”がカットされている。

### アートワーク
ジャケットは、池袋シアター・グリーンでのライブ・フォトを使用したデザイン。また、セカンド・プレスからはソニー期にリリースされた他のナイアガラ・レコード作品に倣って、イエロー・レーベルに変更されたが、セカンド・プレスのイエロー・レーベルの方が珍しいという。

### 収録曲

#### SIDE A
1. DOWN TOWN / SUGAR BABE  –  (4:12) SB-1
作詞：伊藤銀次 / 作曲：山下達郎

#### SIDE B
1. パレード / 山下達郎  –  (4:11) YT-2
作詞 · 作曲：山下達郎

## MSCD-39 (PROMO ONLY)

### 解説
『SONGS』のオリジナル・マスターでのCD化の際、700枚限定で制作された12センチ・プロモーションCD。ホワイト・レーベル仕様で、カップリングには「雨は手のひらにいっぱい」が収録された。

### アートワーク
CDスリムPケース入り。ケースに発売日ステッカー貼付のほか、ジャケットにはエレック盤で使われたのと同じイラストがレイアウトされ、シリアル・ナンバーが入っている。

### 収録曲
| 全作曲・編曲: 山下達郎。 |                                  |          |            |
| #                        | タイトル                         | 作詞     | 作曲・編曲 |
| 1.                       | 「DOWN TOWN」(SB-1)              | 伊藤銀次 | 山下達郎   |
| 2.                       | 「雨は手のひらにいっぱい」(SB-2) | 山下達郎 | 山下達郎   |

## SRKL 3053

### 解説
大滝詠一のナイアガラ・レコードが50周年を迎えた2025年、アニバーサリー・アイテムの第1弾としてリリースされた大滝詠一のベスト・アルバムの40周年記念盤『B-EACH TIME L-ONG 40th Anniversary Edition』と“NIAGARA FALL OF SOUND ORCHESTRAL”名義による大滝詠一インストゥルメンタル作品集のCD3枚組によるコンプリート版『Complete NIAGARA SONG BOOK』が3月21日にリリースされたのに続き、第2弾として4月23日に、大滝詠一『NIAGARA MOON 50th Anniversary Edition』とともに、シュガー・ベイブ唯一のアルバム『SONGS』の50周年記念盤である『SONGS 50th Anniversary Edition』と合わせて、本作が7インチ・アナログ・シングルとしては43年ぶりに、完全生産限定盤としてリリースされた。

### パッケージ、アートワーク
ジャケットはエレック盤のオリジナルをリデザイン。ハードケース仕様で、歌詞もエレック盤のオリジナルをリデザインしたものが使われている。レコード・レーベルは赤レーベルを採用。

### ミュージック・ビデオ
2025年にリリースされた『SONGS 50th Anniversary Edition』を記念して、アルバム収録曲「DOWN TOWN」のオフィシャル・トレーラーが4月23日に公開された。
「DOWN TOWN」は発売当時シングル・カットもされた『SONGS』からのリード・トラックで、現在もライブで演奏されている山下達郎の代表曲。ミュージック・ビデオなどは存在せず、今回初めて公式の映像が作成され、公開されたことになる。シュガー・ベイブのアーティスト写真を元に、メンバー5人のイラストを手掛けたのは、漫画家であり文筆家でもあるヤマザキマリ。山下のアルバム『SOFTLY』やシングル「Sync Of Summer」のジャケットなども手掛けていたが、今回縁あってイラストを手掛けることとなった。アーティスト写真から切り抜かれた山下、大貫ら5人のイラストが、カラフルな背景と20代の山下達郎の心地よいボーカルをバックに揺れ動き、ポップかつキュートな映像に仕上がった。
イラストを描いたヤマザキは、以下のコメントを寄せている。

### チャート成績
2025年4月30日発表の「オリコン週間シングルランキング」で、初週0.7万枚を売り上げ初登場9位にランクイン。初の「オリコン週間シングルランキング」ランクインとなった。山下達郎のデビュー50周年を記念し4月23日に発売となったアルバム『SONGS 50th Anniversary Edition』と同時リリースされた7インチ・レコード。
また、『SONGS 50th Anniversary Edition』が、初週3.1万枚を売り上げ、同日発表の最新「オリコン週間アルバムランキング」で6位にランクイン。初週売上3.1万枚で、1994年4月18日付『SONGS』の初週売上2.2万枚を超え、自己最高初週売上を記録した。シュガー・ベイブのアルバム作品がTOP10入りするのは、2015年8月17日付での『SONGS -40th Anniversary Ultimate Edition-』の6位以来、9年9か月ぶりとなった。

### 収録曲

#### Side-1 (A)
1. DOWN TOWN  –  (4:24)
Word by 伊藤銀次 / Music by 山下達郎[注釈 14]

#### Side-2 (B)
1. いつも通り  –  (3:34)
Word & Music by 大貫妙子[注釈 14]

## レコーディング
- 山下達郎  –  Lead Vocal, Electric Guitar (Right), Clavinet, Hammond B-3 Organ, Hi-Hat (Left) & Background Vocal
- 大貫妙子  –  Electric Piano & Background Vocal
- 村松邦男  –  Electric Guitar (Left & Center) & Background Vocal
- 鰐川己久男  –  Bass
- 野口明彦  –  Drums

- 笛吹銅次  –  Recording & Mixing Engineer

## リリース日一覧
| 地域 | タイトル                           | リリース日    | レーベル                         | 規格               | 品番                   | 備考 |
| ---- | ---------------------------------- | ------------- | -------------------------------- | ------------------ | ---------------------- | --- |
| 日本 | DOWN TOWN / いつも通り             | 1975年4月25日 | NIAGARA ⁄ ELEC                   | 7"シングルレコード | NAS-001                | ナイアガラ・アーティスト番号が入っていない。レーベルおよびジャケットにエレックのマークが入っている。 |
| 日本 | DOWN TOWN / パレード               | 1982年4月21日 | NIAGARA ⁄ CBS/SONY               | 7"シングルレコード | 07SH 1166              | “NIAGARA FOREVER GREEN SERIES”第一弾としてアルバムからのリマスタリング、グリーン・レーベル仕様。 |
| 日本 | パレード / DOWN TOWN               | 1994年1月25日 | NIAGARA ⁄ east west japan        | 8cmCDシングル      | AMDM-6103              | グリーン・レーベル仕様、外袋に“フジテレビ系「ポンキッキーズ」エンディングテーマ”のステッカーが貼られる。「DOWN TOWN」はオリジナル・シングルのマスターが現存しないため、そのオリジナル・シングル・ミックスに限りなく近づけた“オリジナル・シングル・ヴァージョン”にて収録。 |
| 日本 | DOWN TOWN / 雨は手のひらにいっぱい | 1994年4月     | NIAGARA ⁄ east west japan        | CD                 | MSCD-39 (NGSP-CD-2-SB) | 12センチ・プロモーションCD。700枚限定制作。 |
| 日本 | DOWN TOWN / いつも通り             | 2025年4月23日 | NIAGARA ⁄ Sony Music Labels Inc. | 7"シングルレコード | SRKL 3053              | ジャケットはハードケース仕様、完全限定生産盤。 |

## 収録アルバム
| #  | アーティスト                     | タイトル                                  | リリース日     | レーベル                            | 規格        | 品番                                                  | 備考 |
| -- | -------------------------------- | ----------------------------------------- | -------------- | ----------------------------------- | ----------- | ----------------------------------------------------- | --- |
| 1  | シュガー・ベイブ                 | SONGS                                     | 1975年4月25日  | NIAGARA ⁄ ELEC                      | LP          | NAL-0001 (NGLP-501, 502-SB)                           | |
| 2  | シュガー・ベイブ                 | SONGS                                     | 1976年10月25日 | NIAGARA ⁄ COLUMBIA                  | - LP - CT   | - LQ-7021-E - CAK-1239-E                              | ナイアガラ・レーベルのコロムビア移籍による再発。ジャケットのアーティスト表記がエレック盤では“SUGAR BABE”だったが、“Sugar Babe”に変更されている。 |
| 3  | 山下達郎                         | TATSURO YAMASHITA FROM NIAGARA            | 1980年7月10日  | NIAGARA ⁄ COLUMBIA                  | - LP - CT   | - AX-7269-E (NGLP-523, 524-YT) - CAY-1188             | 『SONGS』から7曲が収録された、大滝詠一非監修作品。 |
| 4  | シュガー・ベイブ                 | SONGS                                     | 1981年4月1日   | NIAGARA ⁄ CBS/SONY                  | - LP - CT   | - 27AH 1240 - 27KH 960                                | ナイアガラ・レーベルのCBSソニー移籍による2度目の再発。 |
| 5  | シュガー・ベイブ                 | SONGS                                     | 1981年12月2日  | NIAGARA ⁄ CBS/SONY                  | LP          | 00AH 1381                                             | 『NIAGARA VOX』(9LP:00AH 1381~9)の中の一枚。 |
| 6  | ナイアガラ・フォーリン・スターズ | MORE MORE NIAGARA FALL STARS              | 1981年12月2日  | NIAGARA ⁄ CBS/SONY                  | LP          | 00AH 1389 (NGLP-531, 532-OM)                          | 『NIAGARA VOX』(9LP:00AH 1381~9)の中の一枚。『SONGS』とはミックスが異なる1981年リミックス・ヴァージョンを収録。 |
| 7  | シュガー・ベイブ                 | SONGS                                     | 1986年6月1日   | NIAGARA ⁄ CBS/SONY                  | CD          | 00DH 401                                              | 『NIAGARA CD BOOK I』(8CD:00DH 401~8)の中の一枚。全曲吉田保による、リミックス・ヴァージョンでの初CD化。 |
| 7  | シュガー・ベイブ                 | SONGS                                     | 1986年6月1日   | NIAGARA ⁄ CBS/SONY                  | CD          | 32DH 501 (NGCD-8-SB)                                  | 『NIAGARA CD BOOK I』からの単独発売。32DH 401と同内容。 |
| 8  | ナイアガラ・フォーリン・スターズ | NIAGARA FALL STARS Vol.1 2nd Issue        | 1986年6月1日   | NIAGARA ⁄ CBS/SONY                  | CD          | 00DH 406 (NGCD-13-OM)                                 | 『NIAGARA CD BOOK I』の中の一枚。『NIAGARA FALL STARS』のCD版といえるが、CD用に再編集およびリミックスされているため“2nd Issue”となっている。リミックス・ヴァージョンを収録。 |
| 8  | ナイアガラ・フォーリン・スターズ | NIAGARA FALL STARS Vol.1 2nd Issue        | 1986年6月1日   | NIAGARA ⁄ CBS/SONY                  | CD          | 32DH 506 (NGCD-13-OM)                                 | 『NIAGARA CD BOOK I』からの単独発売。32DH 406と同内容。 |
| 9  | シュガー・ベイブ                 | SONGS                                     | 1994年4月10日  | NIAGARA ⁄ east west japan           | CD          | AMCM-4188 (NGCD-8-SB)                                 | オリジナル・マスターによるCD化、ボーナス・トラック7曲収録。ジャケットのアーティスト表記がエレック盤オリジナルLPと同じ“SUGAR BABE”に戻る。 |
| 10 | シュガー・ベイブ                 | SONGS                                     | 1999年6月2日   | NIAGARA ⁄ WARNER MUSIC JAPAN        | CD          | WPCV-10029                                            | 品番改定によるイースト・ウエスト盤の再発。 |
| 11 | シュガー・ベイブ                 | SONGS -30th Anniversary Edition-          | 2005年12月7日  | NIAGARA ⁄ Sony Music Records        | CD          | SRCL 5003                                             | 笛吹銅次によるニュー・リマスター音源を収録。オリジナル音源に加え、ボーナス・トラックにオリジナル・カラオケが収録されたが、クラビネットのテイクが異なる。 |
| 12 | 山下達郎                         | TATSURO FROM NIAGARA                      | 2009年3月21日  | NIAGARA ⁄ Sony Music Records        | CD          | SRCL 5010                                             | 『TATSURO YAMASHITA FROM NIAGARA』の新装丁によるオフィシャル盤。2005年リマスター音源を収録。 |
| 13 | シュガー・ベイブ                 | SONGS                                     | 2011年3月21日  | NIAGARA ⁄ Sony Music Records        | CD          | SRCL 7500                                             | 『NIAGARA CD BOOK I』(12CD:SRCL 7500~11)の中の一枚。笛吹銅次による2011年リマスター音源を収録。 |
| 14 | 山下達郎                         | OPUS 〜ALL TIME BEST 1975-2012〜          | 2012年9月26日  | MOON ⁄ WARNER MUSIC JAPAN           | - 4CD - 3CD | - WPCL-11201~4【初回限定盤】 - WPCL-11205~7【通常盤】 | 山下のオールタイム・ベスト。原田光晴による2012年リマスター音源を収録。 |
| 15 | ナイアガラ・フォーリン・スターズ | NIAGARA FALL STARS '81 Remix Special      | 2015年3月21日  | NIAGARA ⁄ Sony Music Labels Inc.    | CD          | SRCL 8710                                             | 『NIAGARA CD BOOK II』』(12CD:SRCL 8700~11)の中の一枚。1981年リリースの『NIAGARA FALL STARS』と、『NIAGARA VOX』に収録された『MORE NIAGARA FALL STARS』(00AH 1388(NGLP-529,530-OM))と『MORE MORE NIAGARA FALL STARS』(00AH 1389(NGLP-531,532-OM))の中から選曲され、2015年にリマスターされたCD。『FALL STARS』用の1981年リミックス・ヴァージョンを収録。 |
| 16 | シュガー・ベイブ                 | SONGS -40th Anniversary Ultimate Edition- | 2015年8月5日   | NIAGARA ⁄ WARNER MUSIC JAPAN        | 2CD         | WPCL-12160~1                                          | 2015年リマスター（ディスク1）と、オリジナル・マルチトラックからの2015年リミックス（ディスク2）収録の2枚組。2015年リマスター音源とリミックス音源、およびリミックス作業に際し作成されたオリジナル・カラオケを収録。 |
| 17 | シュガー・ベイブ                 | SONGS -40th Anniversary Ultimate Edition- | 2015年8月5日   | NIAGARA ⁄ Sony Music Labels Inc.    | 2LP         | SRJL 1090~91                                          | 2015年リマスター音源をディスク2枚に分けて4面に収録した、重量盤180g仕様の2枚組LP。2015年リマスター音源を収録。 |
| 18 | 伊藤銀次                         | POP FILE 1972-2017                        | 2017年11月12日 | Sony Music Direct (Japan) Inc.      | 4BSCD2      | DQCL 693~6                                            | ソロ名義のシングル楽曲+作詞 · 作曲 · 編曲 · プロデュース · 演奏曲+初出音源を収録した、伊藤銀次本人の監修による4枚組CD-BOX。阿部充泰による2017年リマスター音源を収録。 |
| 19 | シュガー・ベイブ                 | SONGS 50th Anniversary Edition            | 2025年4月23日  | NIAGARA ⁄ MOON ⁄ WARNER MUSIC JAPAN | 2CD         | WPCL-13642/3                                          | 2025年最新リマスタリング（全11曲）に加えボーナス・トラック計8曲を収録したディスク1と、1994年「山下達郎 SINGS SUGAR BABE ライブ」初CD化（ディスク2）の2枚組仕様。 |
| 20 | シュガー・ベイブ                 | SONGS 50th Anniversary Edition            | 2025年4月23日  | NIAGARA ⁄ Sony Music Labels Inc.    | LP          | SRJL 1170【完全生産限定盤】                           | 2025年最新リマスタリング音源11曲を収録。重量盤180g仕様。 |
| 21 | シュガー・ベイブ                 | SONGS 50th Anniversary Edition            | 2025年4月23日  | NIAGARA ⁄ Sony Music Labels Inc.    | CT          | SRTL 2220【完全生産限定盤】                           | 2025年最新リマスタリング音源11曲を収録。 |

## EPOによるカバー
「DOWN TOWN」(ダウン・タウン) は、1980年3月21日に発売されたEPOのデビューシングル。

### 背景
表題曲は前述するようにシュガー・ベイブのナンバーとして知られる。フジテレビ系のバラエティ番組『オレたちひょうきん族』のエンディングテーマとして使用された。また、吉本興業の創業110周年特別公演「伝説の一日」でダウンタウンの出囃子として使用された。
「DOWN TOWN」がデビュー・シングルとなった経緯は、ある日EPOがRVCのスタジオでデモテープを録音していたところ、作曲者である山下達郎が目の前を歩く姿を偶然見かけ、「デビュー曲として発表したい」と直接かけ合って実現したという。本作を収録した同タイトルのアルバム『DOWN TOWN』も同時発売されている。

### 収録曲
| #         | タイトル         | 作詞      | 作曲      | 編曲             | 時間 |
| --------- | ---------------- | --------- | --------- | ---------------- | ---- |
| 1.        | 「DOWN TOWN」    | 伊藤銀次  | 山下達郎  | 林哲司・清水信之 | 4:13 |
| 2.        | 「クラクション」 | EPO       | EPO       | 富樫春生・乾裕樹 | 3:53 |
| 合計時間: | 合計時間:        | 合計時間: | 合計時間: | 合計時間:        | 8:06 |

## リリース日一覧
| 地域 | リリース日    | レーベル  | 規格               | 規格品番 | 備考 |
| ---- | ------------- | --------- | ------------------ | -------- | ---- |
| 日本 | 1980年3月21日 | RCA / RVC | 7"シングルレコード | RVS-559  |      |